# Kurt Sindermann
Kurt Alfred Sindermann (* 13. April 1904 in Dresden; † 30. März 1945 in Radeberg) war ein deutscher Politiker (SPD, KPD) und von 1929 bis 1933 sächsischer Landtagsabgeordneter. Er war der Bruder des bekannten DDR-Politikers Horst Sindermann.

## Leben
Kurt Sindermann wurde als Sohn des damals bekannten sächsischen SPD-Politikers und -Funktionärs Karl Sindermann geboren. Nach dem Besuch der Volksschule absolvierte er eine Lehre zum Eisenschiffbauer und war danach als Schlosser sowie als Steuermann eines Elbschiffes tätig.
Im Alter von 16 Jahren schloss sich Sindermann zunächst der Sozialistischen Arbeiterjugend (SAJ) an und wurde wenig später auch Mitglied der Sozialdemokratischen Partei Deutschlands (SPD). Man kann davon ausgehen, dass diese politische Überzeugung zunächst von seinem Vater ausging, der damals SPD-Fraktionsvorsitzender in der Sächsischen Volkskammer war.
Anfang der 1920er-Jahre wandte sich Sindermann von der Sozialdemokratie ab und der kommunistischen Bewegung zu. So wurde er zunächst Mitglied der Kommunistischen Jugend Deutschlands (KJD) sowie später der Kommunistischen Partei Deutschlands (KPD). 1925 wurde Sindermann Leiter des KJVD in Ostsachsen. Er bewährte sich und wurde von Februar bis November 1927 auch noch mit der Leitung des RFB in Ostsachsen betraut. Von November 1927 bis zum März 1929 schickte ihn die KPD als Kursant auf die Internationale Lenin-Schule nach Moskau. Nach seiner Rückkehr nach Deutschland kandidierte er für den Sächsischen Landtag und wurde dessen Abgeordneter in der 4. und 5. Wahlperiode bis 1933. Nach Funktionen in Ostsachsen wurde Sindermann 1930 Unterbezirksleiter der KPD in Chemnitz und war dort maßgeblich an der Ausschaltung von abweichlerischen KPO-Gruppen beteiligt.
Nach der „Machtergreifung“ der Nationalsozialisten leitete er zunächst die illegale KPD in Dresden, später im Bezirk Niederrhein. Am 23. Juni 1933 wurde Sindermann jedoch in Wuppertal verhaftet und am 31. Oktober 1934 vom Volksgerichtshof zu drei Jahren Zuchthaus verurteilt. Nach der Verbüßung der Haftstrafe wurde Sindermann nicht entlassen, sondern zunächst im KZ Sachsenhausen eingesperrt, später ins KZ Buchenwald gebracht. Zum 50. Geburtstag von Adolf Hitler aufgrund einer Amnestie entlassen, wurde er schon zum Kriegsbeginn am 1. September 1939 wieder verhaftet und erneut nach Buchenwald gebracht. Von dort wurde er am 16. Januar 1940 entlassen, jedoch nach seiner Rückkehr in Dresden wiederholt verhaftet und verhört.
Anton Saefkow nahm im April 1944 Kontakt zu Sindermann auf und traf sich mit ihm in Dresden.
Der weitere Lebensweg Sindermanns bis zu seinem Tode wird widersprüchlich beschrieben. Wilhelm Grothaus, ein überlebendes Mitglied der Widerstandsgruppe um Georg Schumann belastete ihn nach dem Krieg als Spitzel der Gestapo und schrieb ihm zu, zahlreiche Verhaftungen von Kommunisten in Sachsen verursacht zu haben. Seine Frau, Anni Sindermann (1912–1990), selbst im KZ Ravensbrück inhaftiert und nach dem Krieg sehr um Aufklärung des Schicksales ihres Mannes bemüht, gab einer KPD-Untersuchungskommission im Sommer 1945 an, dass ihr Mann dem Druck der Gestapo teilweise nicht gewachsen war, aber niemanden verraten hätte, sondern dies ein ehemaliger Mithäftling tat, dem er Details der illegalen KPD-Arbeit anvertraut hatte. Akten der Gestapo bestätigen wohl, dass er als Spitzel geführt wurde, jedoch wenig brauchbare Erkenntnisse ablieferte. Unstrittig scheint, dass Sindermann Ende März 1945 von der Gestapo in Radeberg erschossen wurde.
Sindermann hat einen gemeinsamen Grabstein mit seiner Frau in der Gräberanlage für Opfer des Faschismus und Verfolgte des Naziregimes auf dem Zentralfriedhof Friedrichsfelde.